# Pabellón chino (Potsdam)
El pabellón chino, o casa del té china (en alemán: Chinesisches Haus), es un pabellón en los jardines del Parque de Sanssouci en Potsdam. Está situado a unos setecientos metros al suroeste del palacio de Sanssouci, y fue Federico el Grande quien encargó su construcción para servir de ornamento al conjunto. El arquitecto del jardín fue Johann Gottfried Büring, quien entre 1755 y 1764 diseñó el edificio en el entonces de moda estilo de la chinoiserie, una mezcla de elementos rococó y partes inspiradas en la arquitectura oriental. 
Federico el Grande se inspiró en la Maison du Trefle, un pabellón de jardín en Lunéville del año 1738, de planta trilobulada diseñado por el arquitecto Emmanuel Héré de Corny, para el Duque de Lorena, antiguo Rey de Polonia, Estanislao I Leszczynski quien vivía exiliado en Francia. Un ejemplar de uno de los grabados de la Maison publicado por Héré en 1753, estaba en poder del rey prusiano.
Dado que el edificio sirvió de escenario a pequeños eventos sociales, Federico lo dotó con una Cocina china, a unos pocos metros al sureste del Chinesisches Haus. Esta Chinesische Küche solamente conserva el aire oriental en sus ventanas.